# BMW serii 3 Compact
BMW serii 3 Compact – samochód osobowy typu hatchback klasy kompaktowej produkowany przez niemiecki koncern BMW w dwóch generacjach w latach 1993 - 2004. W 2004 roku zastąpiony przez model seria 1.

## Pierwsza generacja

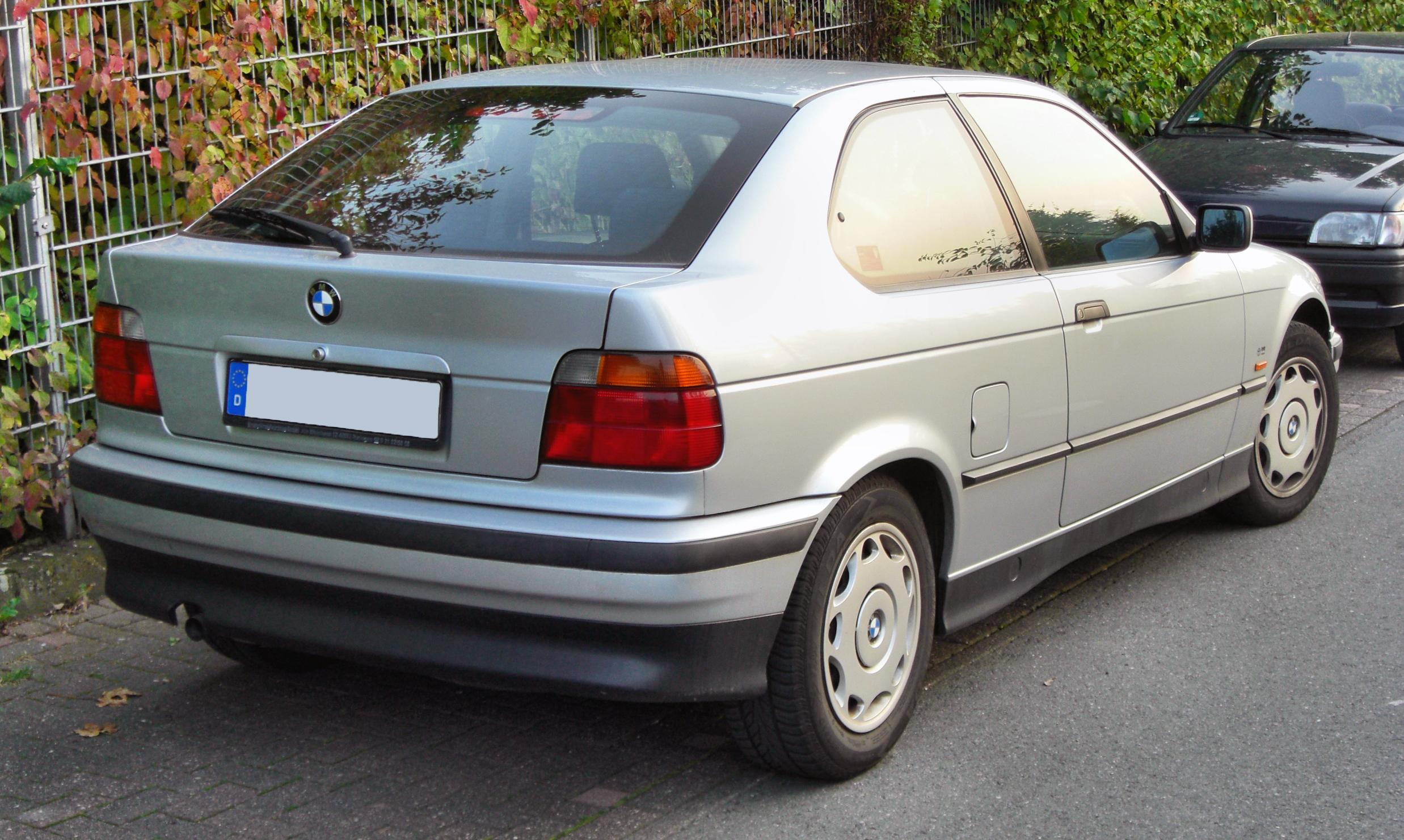
BMW serii 3 Compact I (E36) - tył

BMW serii 3 Compact I zadebiutowało w 1993 roku, jako pierwszy klasyczny samochód kompaktowy w historii marki.
Za bezpośrednią bazę posłużył przedstawiona 3 lata wcześniej trzecia generacja serii 3, która plasowana jest w wyższym segmencie - klasie D. W przeciwieństwie do drugiej generacji, pierwsze wcielenie Compacta miało identyczny przód względem sedana. Seria 3 Compact przybrała formę 3-drzwiowego hatchbacka, kierowanego do młodszej klienteli. 
Samochód oferowano z takimi dodatkami, jak m.in. panoramiczny dach; W 1997 roku samochód przeszedł delikatną modernizację, pozostając w produkcji rok po zakończeniu produkcji serii 3 E36, do 2000 roku.
BMW e36/5 Compact występował w następujących wersjach silnikowych:
316 i - 1596 cm³ (M43B16) 102 KM, 150 Nm ; od 1998 roku - 1895 cm³ (M43B19) 105 KM, 165 Nm.
318 ti - do 1996 roku - 1796 cm³ (M42B18) 140 KM, 175 Nm; od 1996 roku do 1998 roku - 1895 cm³ (M44B19) 140 KM, 180 Nm.
323 ti - od 1997 roku - 2494 cm³ (M52B25) 170 KM, 245 Nm.
318 tds - od 1995 roku - 1665 cm³ (M41D17) 90 KM, 190 Nm. 

## Druga generacja

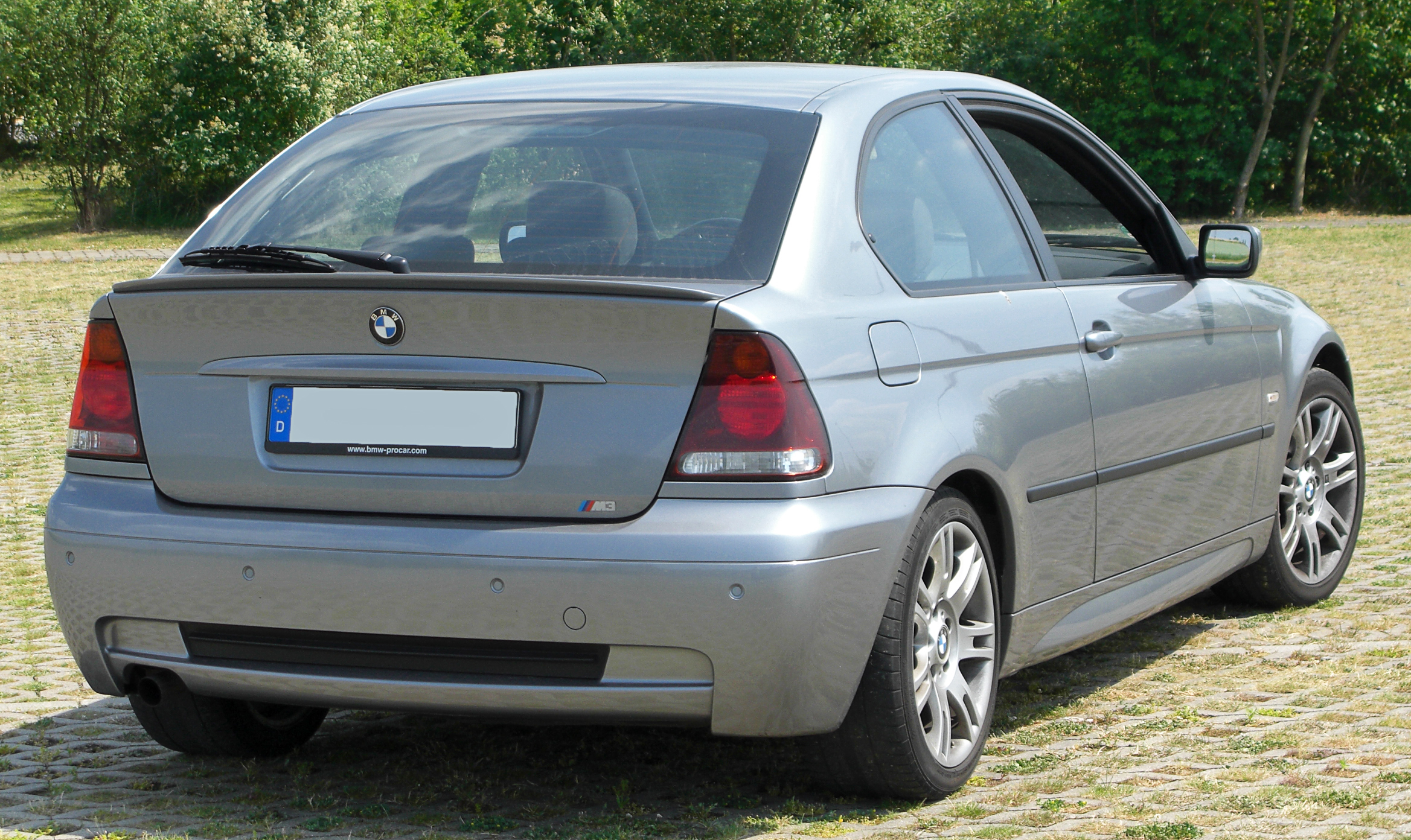
BMW serii 3 Compact II (E46) - tył

BMW serii 3 Compact II zadebiutowało w 2000 roku.
Auto zastąpiło poprzednika z 7-letnim rynkowym stażem, nie dorównując mu w nim. Samochód przybrał tym razem nieco bardziej indywidualny charakter względem bazowej serii 3 E46. Najbardziej charakterystycznym elementem był inaczej stylizowany przód, który wyróżniały awangardowe dwuczęściowe lampy. Samochód doczekał się tylko jednego konkurenta - Audi A3, które zadebiutowało w połowie stażu rynkowego poprzednika.
Podobnie jak pierwsze wcielenie, także i nowy model wyróżniał się charakterystyczną sylwetką 3-drzwiowego hatchbacka z delikatnie stopniowanym tyłem. Samochód pod względem wymiarów kwalifikował się jako typowy reprezentant klasy kompaktowej.
W 2004 roku seria 3 Compact została wycofana z produkcji - następcą został stworzony od podstaw, całkowicie odrębny model seria 1.